# Richard Teschner
Richard Heinrich Teschner (22. března 1879 Karlovy Vary – 4. července 1948 Vídeň) byl český grafik, malíř, loutkař, řezbář, dekoratér, scénograf, libretista i hudební skladatel.

## Život
Svůj výtvarný talent rozvíjel už od dětství v dílně svého otce, který byl typografem. Mezi lety 1895 až 1899 navštěvoval pražskou Akademii, ateliér Václava Brožíka. Po roce 1902 působil již jako nezávislý umělec a sbližoval se s okruhem pražských literátů, Gustavem Meyrinkem, Paulem Leppinem, Maxem Brodem a Oskarem Wienerem, s nimiž sdílel zájem o vše tajemné, záhadné a rozumem nevysvětlitelné.